# Ofélia (satélite)
Ofélia é uma lua de Urano. Foi descoberta com imagens tiradas pela Voyager 2 em 20 de janeiro de 1986 e recebeu a designação provisória de S/1986 U 8. Recebeu o nome de uma personagem da peça de William Shakespeare Hamlet. Ofélia também é chamada de Urano VII.
Pouco se sabe sobre Ofélia além de sua órbita, diâmetro médio de 42,8 km e albedo geométrico de 0,08. Nas imagens da Voyager 2 Ofélia aparece como um objeto alongado com seu eixo maior apontando em direção a Urano. A razão dos eixos de Ofélia é de 0,7 ± 0,3.
Ofélia atua como satélite pastor externo do anel Epsilon de Urano. Como possui período orbital menor que o período de rotação de Urano, está lentamente decaindo devido à desaceleração de marés.